# 鋸挽き

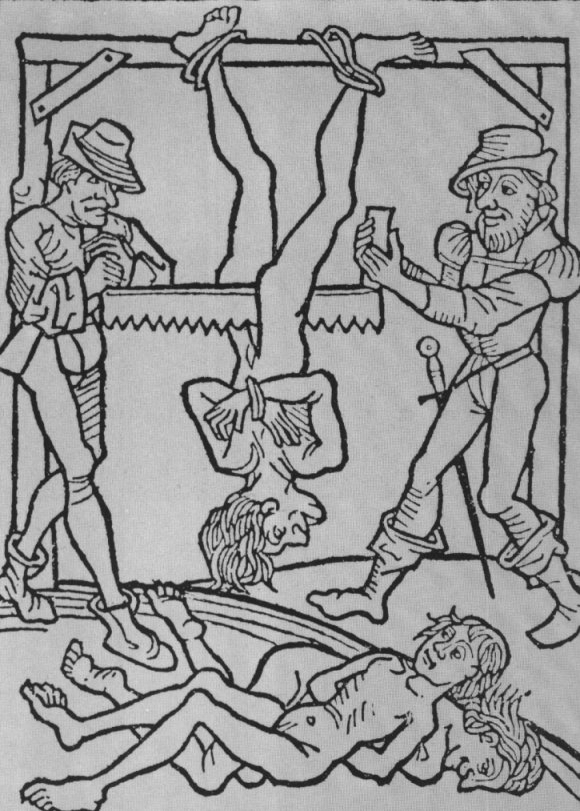
ヨーロッパの鋸挽き

鋸挽き（のこぎりびき）は、死刑の一種で、罪人の体を鋸で挽く刑罰である。紀元前から中世および近世の日本で行われた。また、ヨーロッパや中国（『五車韻瑞』、『塵添壒嚢鈔』11、また『北斉書』文宣皇帝本紀（穆嵩）と薛嬪伝（薛嬪の姉））でも行なわれた。

## 日本の事例

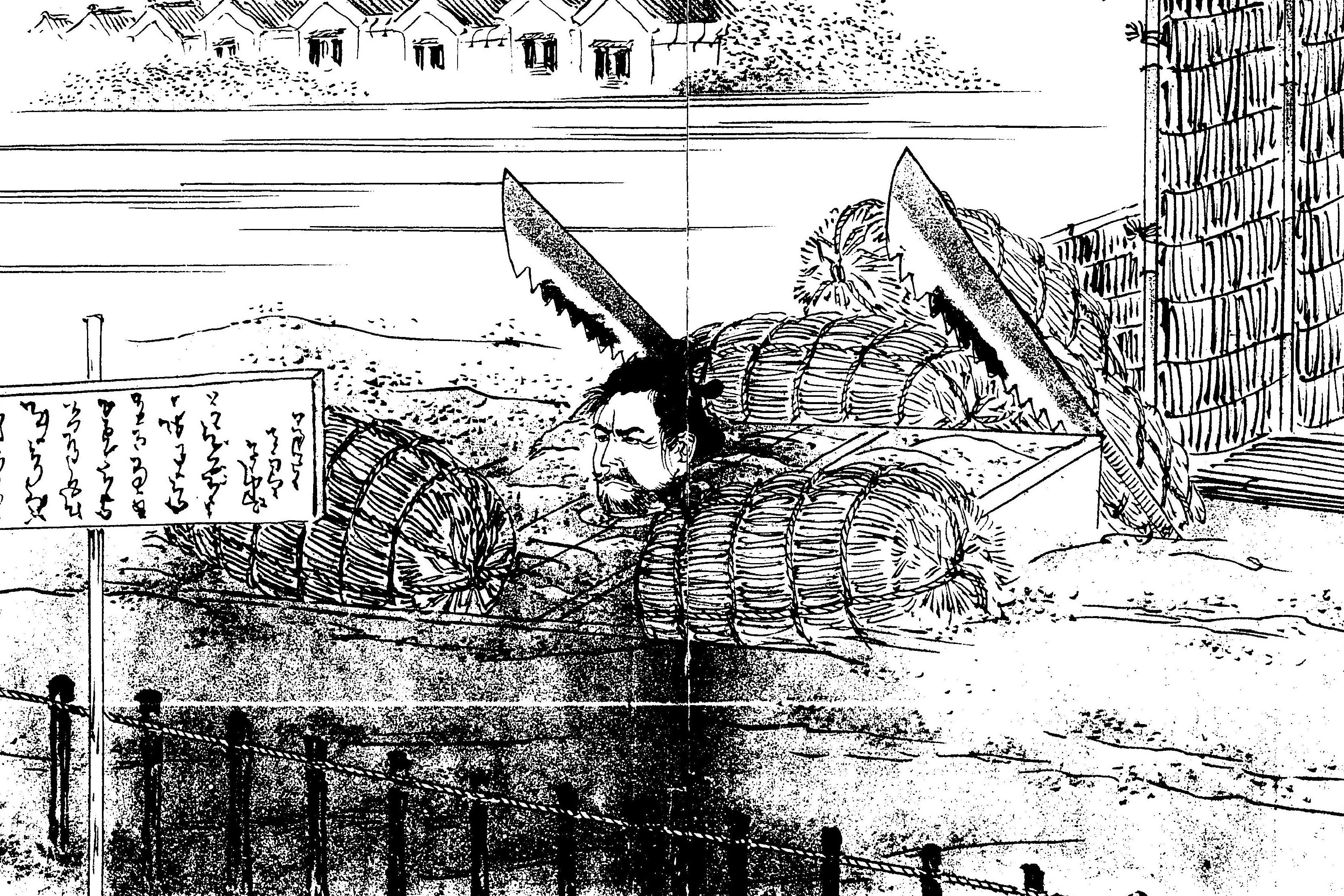
江戸時代の鋸挽きの執行の様子（『徳川幕府刑事図譜』）。

天暦年間（947年-957年）、厨子王丸（対王丸とも）が丹後の領主となって、由良の湊の山椒大夫を捕らえ、竹鋸でその首を断たせたという伝説がある（「安寿と厨子王丸」を参照）。
復讐刑としての意味合いも強く、縛り付けた罪人の首に浅く傷をつけ、その血をつけた鋸を近くに置いて、被害者親族や通行人に一回か二回ずつ挽かせ、ゆっくりと死なせる刑罰であり、江戸時代より以前には実際に首を鋸で挽かせていた。

しかし江戸時代に鋸挽きの刑罰は形式的なものとなり、受刑者の首を地面から出して血をつけた鋸とともに晒すだけとなり、実際の死刑は磔によって行うようになった。『御定書百箇条』その七十一に、
とある。3日間（2晩）晒とした上で引廻しを行った後、磔とする。晒の方法は、日本橋の南の広場に、方3尺、深さ2尺5寸の穴晒箱という箱を土中に埋め、箱に首枷をした罪人を入れ、首だけが地面から出るようにした上で晒した。その際、罪人の両肩に切り傷を付け、首の左右にその血を付着させた竹の鋸と鉄の鋸を立てかけておいた。徳川家光の時代には7日間かけて鋸で首を挽くことがあったとされるが、後に形骸化し、慶安年間に実際に鋸で挽く者があったことから非人を置いて見張らせ、同心も見回りを行った。
江戸時代に庶民に科されていた6種類の死刑の中で最も重い刑罰であり、主人殺しにのみ適用され闕所を付加刑として科した。
この刑は1869年（明治2年）7月8日に出された刑法官指令により廃止された。

### 鋸挽きで処刑された人物
- 藤原経清 - 1062年、前九年の役に敗北して捕らえられ、意図的に刃こぼれさせた太刀で鋸引きのように処刑。
- 和田新五郎 - 三好家被官。天文13年（1544年）、将軍家侍女との不義密通により、細川晴元らにより処刑（『言継卿記』）[1]。
- 菅沼定直、今泉道善 - 武田家家臣菅沼定忠の叔父・家臣。長篠の戦いで敗走した定忠の帰還に際し入城拒絶したかどで、後に処刑。
- 杉谷善住坊 - 1573年、織田信長を狙撃したとして処刑。
- 大賀弥四郎 - 徳川家家臣。1574年、武田家に内通したとして処刑。
- 豊臣秀吉に仕える女房の両親 - 文禄2年（1593年）11月7日、女房が秀吉の勘気を蒙り連座（『時慶卿記[5]』同年11月4日条）。
- 豊田五郎右衛門 - 九鬼家家臣。1600年、九鬼守隆により、父の嘉隆を自害に追いやったとして処刑。
- 徳川家光家臣中川某 - キリシタン崇拝のかどで処刑。
- 直助権兵衛 - 強盗。1721年に捕縛され、日本橋で鋸引きで晒された後、鈴ヶ森刑場で磔刑に処せられた。

## 紀元前の事例

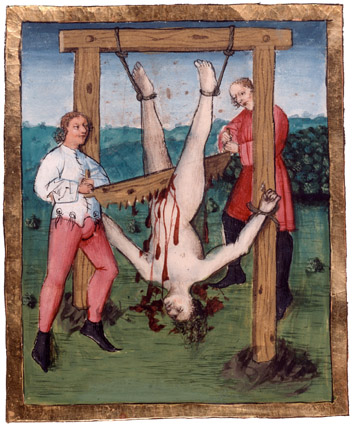
のこぎりで挽き殺されるイザヤ

旧約聖書に登場する預言者イザヤは鋸挽きで処刑され殉教とされている。

## 鋸引きを題材にした作品
東映映画『徳川女刑罰絵巻 牛裂きの刑』(1976)では、夜間の見張り役に雇われた乞食が居眠りしている隙に、気の触れた酔漢が通りかかって主人公の首を引いてしまう趣向になっており（タイトルの牛裂き刑はこれとは別エピソード）、こうした歴史的経緯がかなり忠実に反映されている。ちなみに同作主演の川谷拓三は、後年の大河ドラマ『黄金の日日』では、形式化していない戦国時代の鋸挽きで殺される役も演じている。
聖人イザヤの殉教として中世ヨーロッパでは多くの絵が描かれている。